# Ronde van Italië 2015/Twaalfde etappe
De twaalfde etappe van de Ronde van Italië 2015 werd verreden op 21 mei 2015. De renners reden een heuvelrit van 190 kilometer van Imola naar Vicenza (Monte Berico). De streep lag na een klimmetje van vierde categorie in de frazione Monte Berico, nabij Vicenza. In de weg daarnaartoe lagen ook nog twee klimmetjes, een van vierde en een van derde categorie. De ritwinst was voor de Belg Philippe Gilbert, die drie tellen voorsprong had op een groepje met daarin klassementsleider Alberto Contador en Diego Ulissi, de winnaar van rit zeven. Contador verstevigde dankzij deze tweede plaats zijn roze trui; hij vergrootte zijn voorsprong van drie naar zeventien tellen.

## Verloop
Pas na tachtig kilometer lukte het een kwintet, bestaande uit Davide Appollonio, Enrico Barbin, Kenny Elissonde, Patrick Gretsch en de Nederlander Nick van der Lijke, om weg te komen uit het peloton. Zij namen beide tussensprints (gewonnen door Barbin en Van der Lijke) voor hun rekening, maar de vijf kregen maximaal tweeënhalve minuut voorsprong. Op de beklimming van de eerste heuvel (Castelnuovo, vierde categorie) haalde het peloton hen in.
Op de top van de Castelnuovo nam Simon Geschke, de nummer twee in het bergklassement, een pun af van de voorsprong van leider Beñat Intxausti; het was toen nog meer dan vijftig kilometer te rijden en de Belg Louis Vervaeke deed een ontsnappingspoging. Hij bleef echter altijd binnen handbereik van het peloton en na ruim twintig kilometer, aan de voet van de volgende berg (Crosara, derde categorie) was zijn vlucht voorbij. Op de top van de Crosara was het ditmaal Intxausti die de sprint won. Geschke was niet bij de eerste vier boven, waardoor de Baskische winnaar van de achtste rit er zeker van was dat hij het blauw sowieso tot en met de tijdrit in bezit zou hebben.
Op een kilometer of vijftien van de streep deed Franco Pellizotti een uitval. Even later kreeg hij gezelschap van Tanel Kangert en de twee leken een serieuze kans te maken. Op de korte slotklim moest de Dolfijn van Bibione al snel lossen bij Kangert, maar zijn Estische medevluchter had op vierhonderd meter van de streep nog altijd een gaatje op het peloton. Kangert viel echter stil, en in het peloton leek Philippe Gilbert ontketend. De Belgische ex-wereldkampioen degradeerde de concurrentie en had aan de meet een voorsprong van drie secondes op klassementsleider Alberto Contador, die voor deze tweede plek zes tellen bonificatie ontving. Daarnaast gaf Mikel Landa (de nummer drie van het klassement) nog drie tellen extra toe. Zijn kopman, vice-leider Fabio Aru kon het tempo eveneens niet aan en eindigde op plek 26, nog vijf seconden later.

### Tussensprints
| Tussensprint Rovigo na 95,5 km |                    |        |
| Plaats                         | Naam               | Punten |
| Winnaar                        | Enrico Barbin      | 20     |
| 2                              | Patrick Gretsch    | 12     |
| 3                              | Davide Appollonio  | 8      |
| 4                              | Nick van der Lijke | 6      |
| 5                              | Kenny Elissonde    | 4      |
| 6                              | Elia Viviani       | 3      |
| 7                              | Giacomo Nizzolo    | 2      |
| 8                              | Nicola Boem        | 1      |

| Tussensprint Galzignano Terme na 126,1 km |                    |        |
| Plaats                                    | Naam               | Punten |
| Winnaar                                   | Nick van der Lijke | 20     |
| 2                                         | Enrico Barbin      | 12     |
| 3                                         | Davide Appollonio  | 8      |
| 4                                         | Patrick Gretsch    | 6      |
| 5                                         | Kenny Elissonde    | 4      |
| 6                                         | Nicola Ruffoni     | 3      |
| 7                                         | Elia Viviani       | 2      |
| 8                                         | Giacomo Nizzolo    | 1      |

### Bergsprints
| Beklimming Castelnuovo na 135,5 km | Beklimming Castelnuovo na 135,5 km | 4e cat. 5,4 km à 5,0% | 4e cat. 5,4 km à 5,0% |
| Plaats                             | Naam                               | Punten                |                       |
| Winnaar                            | Simon Geschke                      | 3                     |                       |
| 2                                  | Beñat Intxausti                    | 2                     |                       |
| 3                                  | Carlos Betancur                    | 1                     |                       |

| Beklimming Crosara na 163,1 km | Beklimming Crosara na 163,1 km | 3e cat. 3,7 km à 9,1% | 3e cat. 3,7 km à 9,1% |
| Plaats                         | Naam                           | Punten                |                       |
| Winnaar                        | Beñat Intxausti                | 7                     |                       |
| 2                              | Carlos Betancur                | 4                     |                       |
| 3                              | Giovanni Visconti              | 2                     |                       |
| 4                              | Alberto Contador               | 1                     |                       |

| Beklimming Monte Berico na 190,0 km | Beklimming Monte Berico na 190,0 km | 4e cat. 1,2 km à 7,1% | 4e cat. 1,2 km à 7,1% |
| Plaats                              | Naam                                | Punten                |                       |
| Winnaar                             | Philippe Gilbert                    | 3                     |                       |
| 2                                   | Alberto Contador                    | 2                     |                       |
| 3                                   | Diego Ulissi                        | 1                     |                       |

### Meeste kopkilometers
| Naam               | Kilometers |
| ------------------ | ---------- |
| Nick van der Lijke | 62         |

## Uitslag
| Imola - Vicenza (Monte Berico) (190 km) |                       |                   |          |
| Plaats                                  | Naam                  | Ploeg             | Tijd     |
| Winnaar                                 | Philippe Gilbert (E)  | BMC               | 4u22'50" |
| 2                                       | Alberto Contador      | Tinkoff-Saxo      | +3"      |
| 3                                       | Diego Ulissi          | Lampre-Merida     | +3"      |
| 4                                       | Simon Geschke         | Giant-Alpecin     | +3"      |
| 5                                       | Enrico Battaglin      | Bardiani CSF      | +3"      |
| 6                                       | Paolo Tiralongo       | Astana            | +3"      |
| 7                                       | Jon Izagirre          | Movistar          | +6"      |
| 8                                       | Carlos Betancur       | AG2R La Mondiale  | +6"      |
| 9                                       | Jurgen Van den Broeck | Lotto Soudal      | +6"      |
| 10                                      | Mikel Landa           | Astana            | +6"      |
| 11                                      | Rigoberto Urán        | Etixx-Quick Step  | +6"      |
| 12                                      | Richie Porte          | Team Sky          | +6"      |
| 13                                      | Davide Formolo        | Cannondale-Garmin | +6"      |
| 14                                      | Damiano Caruso        | BMC               | +6"      |
| 15                                      | Giovanni Visconti     | Movistar          | +6"      |

## Klassementen
| Algemeen klassement |                   |                  |           |
| Plaats              | Naam              | Ploeg            | Tijd      |
| Roze trui           | Alberto Contador  | Tinkoff-Saxo     | 51u17'06" |
| 2                   | Fabio Aru         | Astana           | +17"      |
| 3                   | Mikel Landa       | Astana           | +55"      |
| 4                   | Dario Cataldo     | Astana           | +1'30"    |
| 5                   | Roman Kreuziger   | Tinkoff-Saxo     | +1'55"    |
| 6                   | Rigoberto Urán    | Etixx-Quick Step | +2'19"    |
| 7                   | Giovanni Visconti | Movistar         | +2'21"    |
| 8                   | Damiano Caruso    | BMC              | +2'29"    |
| 9                   | Andrey Amador     | Movistar         | +2'38"    |
| 10                  | Leopold König     | Team Sky         | +2'44"    |

| Puntenklassement |                  |               |        |
| Plaats           | Naam             | Ploeg         | Punten |
| Rode trui        | Nicola Boem      | Bardiani CSF  | 102    |
| 2                | Elia Viviani     | Team Sky      | 89     |
| 3                | André Greipel    | Lotto Soudal  | 85     |
| 4                | Philippe Gilbert | BMC           | 81     |
| 5                | Diego Ulissi     | Lampre-Merida | 75     |

| Bergklassement |                   |                  |        |
| Plaats         | Naam              | Ploeg            | Punten |
| Blauwe trui    | Beñat Intxausti   | Movistar         | 61     |
| 2              | Simon Geschke     | Giant-Alpecin    | 53     |
| 3              | Carlos Betancur   | AG2R La Mondiale | 46     |
| 4              | Steven Kruijswijk | LottoNL-Jumbo    | 43     |
| 5              | Paolo Tiralongo   | Astana           | 23     |

| Jongerenklassement |                        |                   |           |
| Plaats             | Naam                   | Ploeg             | Tijd      |
| Witte trui         | Fabio Aru              | Astana            | 51u17'23" |
| 2                  | Davide Formolo         | Cannondale-Garmin | +2'53"    |
| 3                  | Esteban Chaves         | Orica-GreenEdge   | +40'52"   |
| 4                  | Jan Polanc             | Lampre-Merida     | +46'48"   |
| 5                  | Francesco M. Bongiorno | Bardiani CSF      | +58'07"   |

| Ploegenklassement (tijd) |                   |            |
| Plaats                   | Ploeg             | Tijd       |
| 1                        | Astana            | 153u12'52" |
| 2                        | BMC               | +6'14"     |
| 3                        | Team Sky          | +6'39"     |
| 4                        | Movistar          | +7'14"     |
| 5                        | Cannondale-Garmin | +28'56"    |

| Ploegenklassement (punten) |                 |      |
| Plaats                     | Ploeg           | Tijd |
| 1                          | Astana          | 287  |
| 2                          | Movistar        | 201  |
| 3                          | Orica-GreenEdge | 195  |
| 4                          | BMC             | 192  |
| 5                          | Lampre-Merida   | 180  |

### Overige klassementen
| Tussensprintklassement |                      |                         |        |
| Plaats                 | Naam                 | Ploeg                   | Punten |
| 1                      | Marco Bandiera       | Androni Giocattoli-Sid. | 30     |
| 2                      | Nicola Boem          | Bardiani CSF            | 27     |
| 3                      | Eduard-Michael Grosu | Nippo-Vini Fantini      | 22     |

| Combativiteitsklassement |                   |               |        |
| Plaats                   | Naam              | Ploeg         | Punten |
| 1                        | Nicola Boem       | Bardiani CSF  | 25     |
| 2                        | Philippe Gilbert  | BMC           | 21     |
| 3                        | Steven Kruijswijk | LottoNL-Jumbo | 20     |

| Strijdlustklassement |                |                         |        |
| Plaats               | Naam           | Ploeg                   | Punten |
| 1                    | Nicola Boem    | Bardiani CSF            | 420    |
| 2                    | Marco Bandiera | Androni Giocattoli-Sid. | 373    |
| 3                    | Alan Marangoni | Cannondale-Garmin       | 345    |

| Azzurri d'Italia |                  |               |        |
| Plaats           | Naam             | Ploeg         | Punten |
| 1                | Philippe Gilbert | BMC           | 5      |
| 2                | Diego Ulissi     | Lampre-Merida | 5      |
| 3                | André Greipel    | Lotto Soudal  | 5      |

| Premio Energy |                  |                     |        |
| Plaats        | Naam             | Ploeg               | Punten |
| 1             | Philippe Gilbert | BMC                 | 7      |
| 2             | Fabio Felline    | Trek Factory Racing | 5      |
| 3             | Juan José Lobato | Movistar            | 5      |

## Opgaves
- Manuel Belletti (Southeast)
- Stefan Küng (BMC)
- Jarosław Marycz (CCC Sprandi Polkowice)

1e etappe ·
2e etappe ·
3e etappe ·
4e etappe ·
5e etappe ·
6e etappe ·
7e etappe ·
8e etappe ·
9e etappe ·
10e etappe ·
11e etappe ·
12e etappe ·
13e etappe ·
14e etappe ·
15e etappe ·
16e etappe ·
17e etappe ·
18e etappe ·
19e etappe ·
20e etappe ·
21e etappe
Startlijst · Eindstanden · Afbeeldingen